# Мендес Морейра, Жулио Сезар
Жулио Сезар Мендес Морейра (порт. Júlio César Mendes Moreira; 19 января 1983, Позу-Алегри, Бразилия) — бразильский футболист, защитник клуба «Баия» (Фейра-ди-Сантана).

## Биография
Начал выступать в клубе «Итуано», после 5 лет выступал за КРАК. В 2006 году играл за болгарский клуб «Беласица» из города Петрич. После он играл за турецкие «Денизлиспор», Эскишехирспор и «Коджаэлиспор». В 2009 году являлся игроком «Монтаны», за которую провёл 10 матчей.
В январе 2010 года перешёл в донецкий «Металлург», подписав контракт на 2,5 года. В Премьер-лиге Украины дебютировал 28 марта 2010 года в выездном матче против симферопольской «Таврии» (1:0), Сезар вышел на 73 минуте вместо Вильяма Боавентура. Летом 2010 года Жулио Сезар покинул «Металлург».